# Xu Zhen
Pour les articles homonymes, voir Xu Zhen (artiste).
Xu Zhen (徐震), né à Changzhou en 1898 et mort en 1967, est un historien chinois, célèbre pour ses études sur l'histoire des arts martiaux chinois.